# Who Needs Love Like That
«Who Needs Love Like That» es el sencillo debut del dúo inglés de música electrónica Erasure, publicado en 1985 como preámbulo del álbum Wonderland de 1986.

## Descripción
Who Needs Love Like That es una canción compuesta por Vince Clarke quien, luego de abandonar dos exitosos proyectos (Depeche Mode y Yazoo) y de realizar un par de sencillos con The Assembly y con Paul Quinn, decidió contratar diversos cantantes para editar su propio álbum. Para ello, publicó un aviso en una revista musical y empezó la audición. Cuando el candidato número 43 llegó, no le quedaron dudas: la voz de  Andy Bell lo cautivó y ya no siguió adelante con la elección, así se formó Erasure.
La canción tiene un aire de música country. Pese a los exitosos antecedentes de Vince Clarke, la canción no fue el éxito que se esperaba, llegando solo al puesto 55 del ranking británico.

## Lista de temas
En disco de vinilo
7 pulgadas 7 Mute 40  Who Needs Love Like That
| Lado A |                            |          |  |
| N.º    | Título                     | Duración |  |
| 1.     | «Who Needs Love Like That» | 3:03     |  |

| Lado B |                    |          |  |
| N.º    | Título             | Duración |  |
| 1.     | «Push Me Shove Me» | 3:00     |  |

7 pulgadas Sire 28728-7  Who Needs Love Like That
| Lado A |                            |          |  |
| N.º    | Título                     | Duración |  |
| 1.     | «Who Needs Love Like That» | 3:03     |  |

| Lado B |                                                      |          |  |
| N.º    | Título                                               | Duración |  |
| 1.     | «Push Me Shove Me» (Extended as Far as Possible Mix) | 4:03     |  |

12 pulgadas 12 Mute 40  Who Needs Love Like That
| Lado A |                                         |          |  |
| N.º    | Título                                  | Duración |  |
| 1.     | «Who Needs Love Like That» (Legend Mix) | 5:45     |  |

| Lado B |                                                        |          |  |
| N.º    | Título                                                 | Duración |  |
| 1.     | «Push Me Shove Me» (Extended as Far as Possible Mix)   | 4:04     |  |
| 2.     | «Who Needs Love Like That» (Instrumental Work-Out Mix) | 3:15     |  |

12 pulgadas L12 Mute 40  Who Needs Love Like That - Mexican Mix
| Lado A |                                         |          |  |
| N.º    | Título                                  | Duración |  |
| 1.     | «Who Needs Love Like That» (Legend Mix) | 6:08     |  |

| Lado B |                                |          |  |
| N.º    | Título                         | Duración |  |
| 1.     | «Push Me Shove Me» (Tacos Mix) | 5:46     |  |

12 pulgadas Sire 0-20404  Who Needs Love Like That
| Lado A |                                                        |          |  |
| N.º    | Título                                                 | Duración |  |
| 1.     | «Who Needs Love Like That» (The Love That Mix Version) | 6:08     |  |
| 2.     | «Push Me Shove Me» (That Rough and Tumble Mix)         | 5:46     |  |

| Lado B |                                  |          |  |
| N.º    | Título                           | Duración |  |
| 1.     | «Heavenly Action» (A Divine Mix) | 6:43     |  |
| 2.     | «Who Needs Love Like That»       | 3:03     |  |

CD Sencillo (CDMUTE40) / (INT 826.767)
1. Who Needs Love Like That 3:03
2. Push Me Shove Me 3:00
3. Who Needs Love Like That (Legend Mix) 5:45
4. Push Me Shove Me (Extended As Far As Possible Mix) 4:04
5. Who Needs Love Like That (Instrumental Workout Mix) 3:15

CD Sencillo (INT 826.833)
1. Who Needs Love Like That (Single Edit) 3:03
2. Who Needs Love Like That (Legend Mix) 5:45
3. Push Me Shove Me (Extended As Far As Possible Mix) 4:04
4. Who Needs Love Like That (Instrumental Workout Mix) 3:15

## Créditos
Who Needs Love Like That y Push Me Shove Me fueron escritos por Vince Clarke. Heavenly Action fue escrito por (Clarke/Bell).

Maurice Michael participa tocando la guitarra como artista invitado en Who Needs Love Like That.

## Video
El video musical, dirigido por John Scarlett-Davies, en un western donde Andy Bell representa tanto a una corista como a un vaquero mientras que Vince interpreta a una bailarina y a un pianista.

## Datos adicionales
Who Needs Love Like That  fue una de las canciones que audicionó Andy Bell pero en una versión diferente de la que llegaría a grabarse de manera oficial. De todos modos, este demo llegó a editarse en el álbum de edición limitada Buried Treasure II.

## Who Needs Love (Like That) - Hamburg mix
Who Needs Love (Like That) - Hamburg mix es el decimoctavo disco sencillo publicado del grupo inglés de música electrónica Erasure y fue lanzado en octubre de 1992.

### Descripción
Who Needs Love (Like That) - Hamburg mix fue el único sencillo extraído de Pop! The First 20 Hits, álbum recopilatorio que contiene todos los sencillos editados de la banda desde su nacimiento hasta su fecha de edición. Este sencillo se editó como adelanto, un mes antes de la realización del álbum.

Who Needs Love (Like That) - Hamburg mix es, en realidad, una versión remozada de Who Needs Love Like That, el primer sencillo de la banda, que fuera editado 7 años antes. Este tema fue compuesto por Vince Clarke.

Who Needs Love (Like That) - Hamburg mix llegó al puesto número 10 en el ranking británico -mejorando 45 lugares su posición con respecto al debut del sencillo original- y a la colocación número 27 en el ranking de Alemania -mejorando 21 puestos con relación al sencillo original-.

Who Needs Love (Like That) - Hamburg mix tuvo su video promocional pero este era el mismo del realizado en 1985 para la versión original, solo que se reemplazó la versión.

### Lista de temas
| Compact Disc (CDMUTE150) / (INT 826.742) 1. Who Needs Love Like That (Hamburg Mix) 3:03 2. The Soldier's Return 3:05 3. Don't Say No 3:44 4. The Circus (Gladiator Mix) 6:08 Compact Disc (LCDMUTE150) / (INT 826.743) 1. Who Needs Love Like That (Phil Kelsey Mix) 8:29 2. Ship of Fools (Orbital Southsea Isles Of Holy Beats Mix) 9:43 3. Sometimes (Danny Rampling Mix) 6:03 Compact Disc (Sire-40721-2) 1. Who Needs Love Like That (Original Mix) 3:03 2. Who Needs Love Like That (Phil Kelsey Mix) 8:29 3. Sometimes (Danny Rampling Mix - Edited) 5:20 4. Who Needs Love Like That (Hamburg Mix) 3:03 5. The Circus (Gladiator Mix) 6:08 | 12″ Vinilo (12MUTE150) / (INT 126.743) - A1 Who Needs Love Like That (Phil Kelsey Mix) 8:29 - B1 Ship Of Fools (Orbital Southsea Isles Of Holy Beats Mix) 9:43 - B2 Sometimes (Danny Rampling Mix) 6:13 12″ Vinilo (Sire-40721-0) 1. Who Needs Love Like That (Phil Kelsey Mix) 8:29 2. Who Needs Love Like That (Single Edit) 3:03 3. Who Needs Love Like That (Hamburg Mix) 3:03 4. The Circus (Gladiator Mix) 6:08 5. Sometimes (Danny Rampling Mix - Edited) 5:20 7″ Vinilo (MUTE150) / (INT 111.910) - A. Who Needs Love Like That (Hamburg Mix) 3:03 - B. Who Needs Love Like That (Single Edit) 3:03 Casete (CMUTE150) 1. Who Needs Love Like That (Hamburg Mix) 3:03 2. Who Needs Love Like That (Single Edit) 3:03 |

### Créditos
- Este sencillo es casi un EP y apareció en dos versiones. Los lados B ya habían aparecido previamente en otros sencillos de Erasure.
- Salvo Who Needs Love (Like That) (Hamburg mix), todos los temas fueron compuestos por (Clarke/Bell).
- Maurice Michael participa tocando guitarra como artista invitado en Who Needs Love Like That.